# Concierto para violín (Ligeti)
El Concierto para violín y orquesta de György Ligeti es un concierto para violín escrito para el violinista Saschko Gawriloff, a quien va dedicado. Su interpretación dura alrededor de 28 minutos. 

## Historia
La primera versión del concierto constaba de tres movimientos. Esta versión se estrenó el 3 de noviembre de 1990 en Colonia. En 1992, Ligeti revisó la partitura, cambiando el primer movimiento y agregando dos movimientos nuevos más. Esta nueva versión se estrenó el 8 de octubre de 1992, también en Colonia. Finalmente, volvió a orquestar los movimientos tercero y cuarto, y la versión final fue interpretada por primera vez el 9 de junio de 1993 por Gawriloff con el Ensemble Intercontemporain dirigido por Pierre Boulez .

## Música

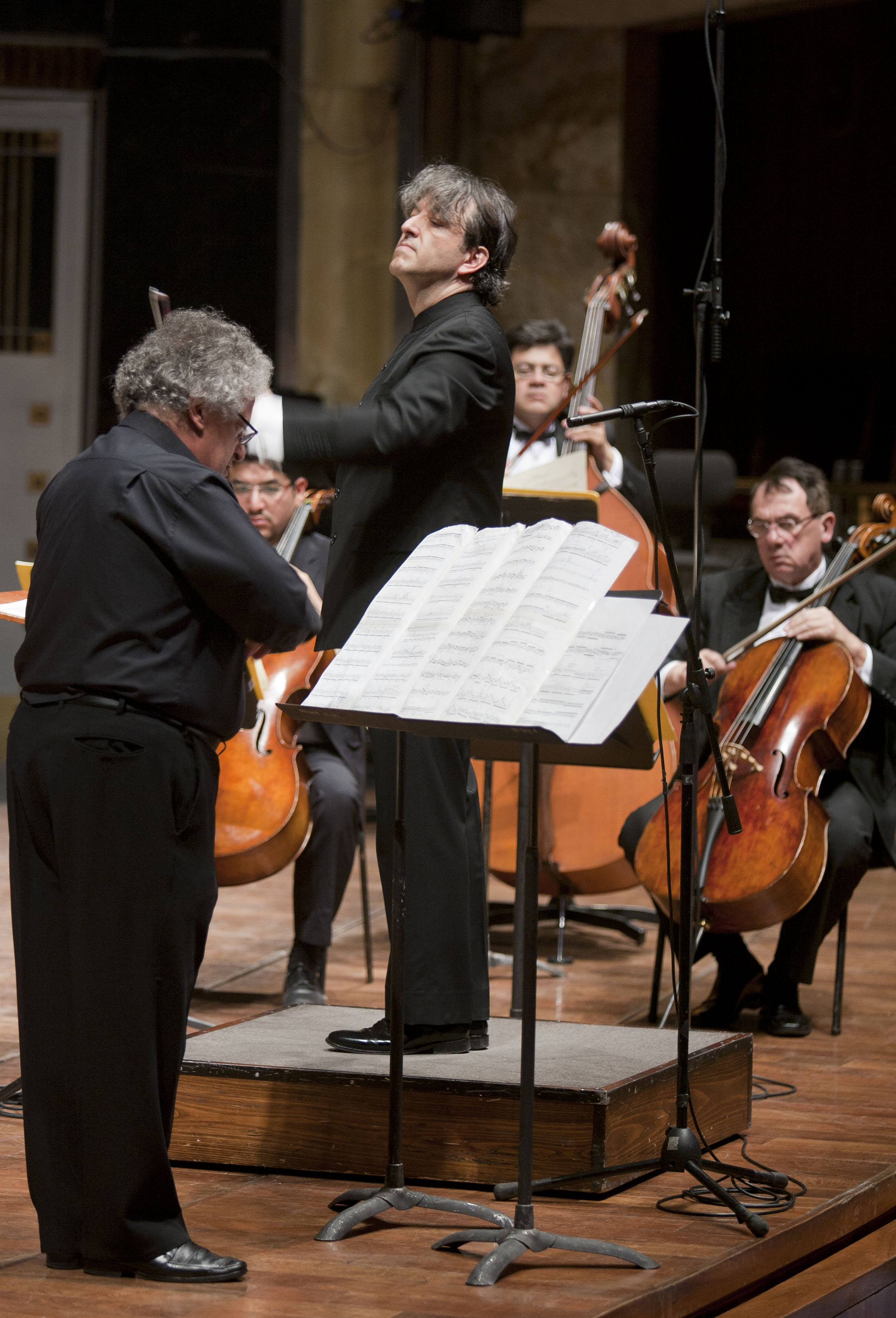
El violinista Irvine Arditti interpretando el concierto con la Orquesta Filarmónica de la Ciudad de México bajo la batuta de José Areán, el 14 de junio de 2014.

El concierto consta de cinco movimientos: 

1. Praeludium: Vivacissimo luminoso – attacca:
2. Aria, Hoquetus, Choral: Andante con moto – attacca
3. Intermezzo: Presto fluido
4. Passacaglia: Lento intenso
5. Appassionato: Agitato molto

Al componer el concierto, Ligeti planeó originalmente una obra de ocho movimientos. Parte de la música de los movimientos inacabados fue utilizada por Gawriloff y Ligeti para la cadenza del movimiento final, que Ligeti pide al intérprete que idee como alternativa a la cadenza ya existente. Entre los compositores que han compuesto cadencias para el concierto están John Zorn y Thomas Adès .
El concierto representa bien su estilo tardío: una síntesis de exploraciones de vanguardia y convenciones tradicionales melódicas y formales. Stephen Johnson, de la BBC, denomina al concierto "una especie de cornucopia de efectos y técnicas, un collage salvaje de atmósferas y colores". Entre otros efectos, utiliza " microtonalidad, texturas que cambian rápidamente, yuxtaposiciones cómicas. . .  Melodías folclóricas húngaras, ritmos de baile búlgaros, referencias a música medieval y renacentista y escritura para el violín solista que abarca desde el ritmo lento y el tono dulce hasta el angular y ardiente ". En esa época, Ligeti estaba interesado en sistemas de afinación y armónicos alternativos. Así, un violín y una viola de la orquesta afinan sus cuerdas con los armónicos naturales del contrabajo. 
El segundo movimiento puede ser vagamente descrito como un conjunto de variaciones sobre la tercera de sus Seis Bagatelas para Quinteto de Viento (un arreglo de la séptima pieza de Musica ricercata) pero a menor velocidad y bajadas casi dos octavas.

## Instrumentación

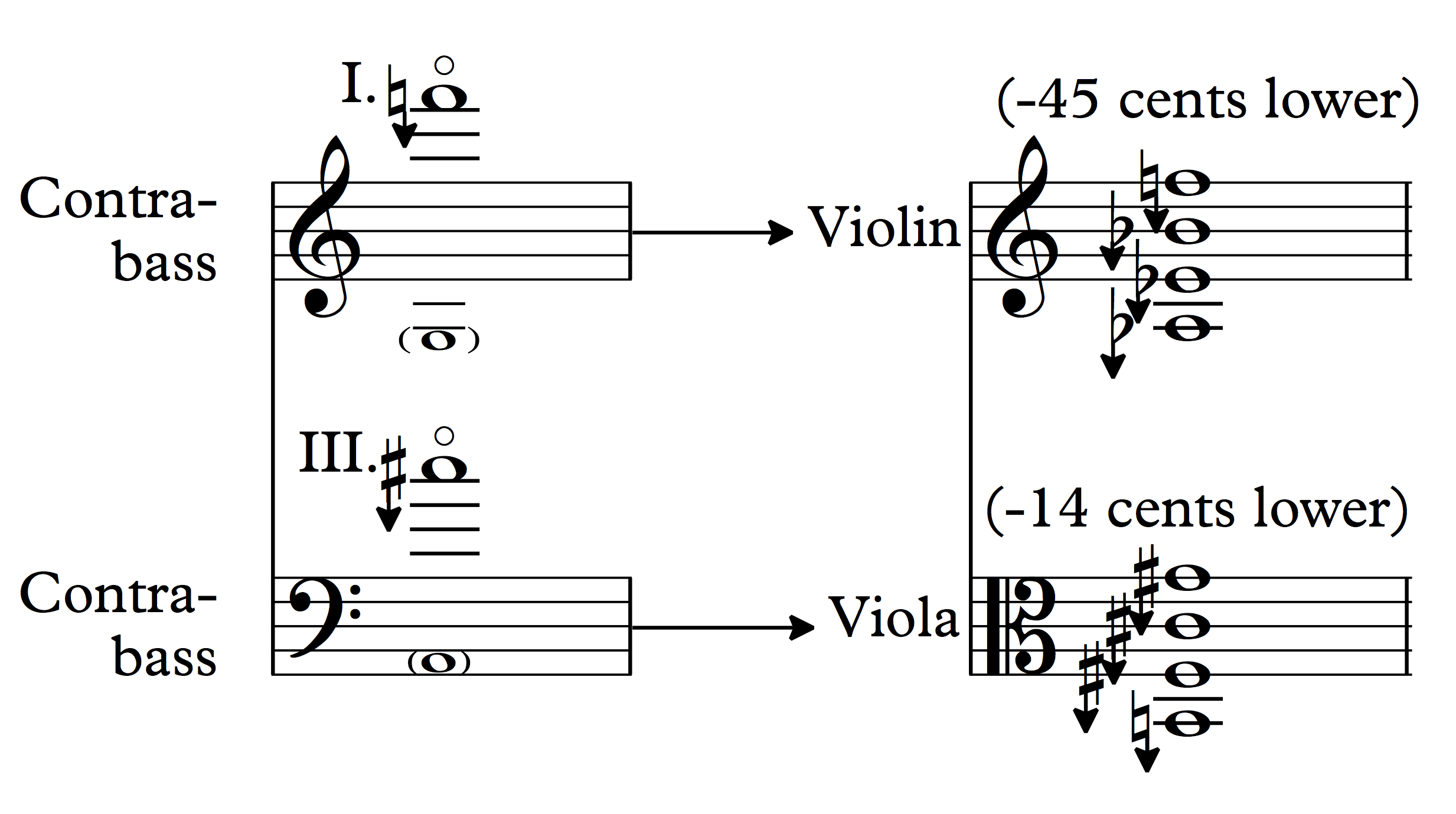
La scordatura utilizada para el violín y la viola en la orquesta, afinada con la ayuda del contrabajo.

El concierto está concebido para un violín solista acompañado de una orquesta con la siguiente instrumentación.
Viento-madera
2 flautas (la primera doblando flauta alto, y flauta de pico, y la segunda, piccolo y flauta dulce)
1 oboe (doblando ocarina soprano en Do)
2 clarinetes en Si♭ (el primero doblando clarinete en Mi♭ y ocarina sopranino en Fa agudo; el segundo, doblando clarinete bajo en Si♭ y ocarina alto en Sol bajo)
1 fagot (doblando ocarina soprano en Do)
Metales
2 trompas en Fa
1 trompeta en Do
1 trombón tenor
Percusión
3 timbales
Percusión (2 intérpretes): 2 platillos suspendidos (m./l.), crótalos, campanas tubulares, gong, tamtam, 2 cajas chinas (muy h./l.), pandereta, caja, bombo, látigo, 2 silbatos, glockenspiel, xilófono, vibráfono, marimba.
Instrumentos de cuerda
1 violín con scordatura (todas las cuerdas 69 cents más altas de lo normal, así la cuerda del violín I debe afinarse con el séptimo armónico parcial de la cuerda I del contrabajo)
4 violines
1 viola con scordatura (todas las cuerdas 114 cents más bajas de lo normal; la cuerda II de la viola debe afinarse con el quinto armónico parcial de la cuerda III del contrabajo)
2 violas
2 violonchelos
1 contrabajo